# Sigismondo Malatesta
Sigismondo Malatesta, italijanski kondotjer, * 1498, † 1553.